# Flórida Oriental
Flórida Oriental (em inglês:  East Florida, em castelhano:  Florida Oriental) foi uma colônia da Grã-Bretanha de 1763 a 1783 e uma província da Flórida espanhola de 1783 a 1821. A Grã-Bretanha ganhou o controle da colônia espanhola de La Florida em 1763 como parte do tratado terminando a guerra francesa e indiana (como a Guerra dos Sete Anos era chamada na América do Norte). Decidindo que o território era muito grande para administrar como uma única unidade, a Grã-Bretanha dividiu a Flórida em duas colônias separadas pelo rio Apalachicola: Florida Oriental com sua capital em Santo Agostinho e Florida Ocidental com sua capital em Pensacola. O leste da Flórida era muito maior e compreendia a maior parte do antigo território espanhol da Flórida e a maior parte do atual estado da Flórida. As colônias escassamente povoadas da Flórida permaneceram leais à Grã-Bretanha durante a Guerra Revolucionária Americana. No entanto, como parte do Tratado de Paris de 1783 em que a Grã-Bretanha reconheceu oficialmente a independência de suas ex-colônias americanas, também cedeu ambas as Floridas de volta à Espanha, que as manteve como colônias separadas enquanto movia a fronteira leste para o rio Suwannee.
No início do século 19, a Espanha se mostrou desinteressada e incapaz de organizar ou defender qualquer uma das duas Floridas muito além das duas pequenas capitais. Os colonos americanos se mudaram para o território sem autorização, causando conflito com os Seminoles, uma nova cultura nativa americana que se uniu a partir de refugiados de estados sulistas próximos. Operativos britânicos fomentaram turbulências na Flórida durante a Guerra de 1812 e levaram ao envolvimento de tropas americanas, todas em território espanhol. Os colonos americanos no leste da Flórida enfraqueceram ainda mais o controle espanhol em 1812, quando um grupo que se autodenominava Patriots declarou a efêmera República do Leste da Flórida em Amelia Island com apoio semioficial do governo dos Estados Unidos.
As disputas de fronteira entre americanos e seminoles na Flórida continuaram após a guerra. Em 1817, grande parte do oeste espanhol da Flórida havia sido ocupado e anexado pelos Estados Unidos sob objeções espanholas, com a terra eventualmente se tornando parte dos estados de Louisiana, Alabama e Mississippi. Após uma década de intensificação das disputas fronteiriças e das incursões americanas, a Espanha cedeu ambas Floridas aos Estados Unidos no Tratado de Adams-Onís de 1819. Os Estados Unidos tomaram posse oficialmente em 1821 e, em 1822, todo o Leste da Flórida e o restante do Oeste da Flórida foram combinados em um único Território da Flórida com fronteiras muito próximas às do atual estado da Flórida.

## Período britânico
Sob os termos do Tratado de Paris de 1763, que encerrou a Guerra dos Sete Anos (a Guerra da França e da Índia), a Espanha cedeu a Flórida espanhola à Grã-Bretanha. Ao mesmo tempo, a Grã-Bretanha recebeu toda a Louisiana francesa a leste do rio Mississippi, com exceção de Nova Orleans, da França. Determinando o novo território muito grande para administrar como uma unidade, a Grã-Bretanha dividiu suas novas aquisições no sudeste em duas novas colônias separadas pelo rio Apalachicola: Florida Oriental, com sua capital na antiga cidade espanhola de Santo Agostinho, e Florida Ocidental, com seu capital em Pensacola.

A colonização do leste da Flórida estava fortemente ligada em Londres aos mesmos interesses que controlavam a Nova Escócia. A East Florida Society de Londres e a Nova Scotia Society de Londres tinham muitos membros coincidentes, e o Conselho frequentemente seguia suas sugestões sobre a concessão de terras a poderosos interesses mercantis em Londres.
Talvez seja estranho pensar em áreas geográficas tão diferentes com climas tão opostos como tendo muito em comum. Mas se alguém considerar a estratégia naval e militar, pode-se ver que essas áreas têm um significado comum, especialmente quando vistas de Londres pelo ministério. Halifax (Nova Escócia) era o posto de comando tanto do almirante quanto do general encarregado das forças americanas ... Santo Agostinho evocou as mesmas considerações estratégicas. Esses postos foram descritos como os dois centros de força para os quais o exército britânico foi retirado no final da década de 1760. 
A distribuição das terras nas novas colônias cabia ao mesmo grupo de empresários e comerciantes ingleses e escoceses, liderados principalmente pelo inglês Richard Oswald, mais tarde diplomata, e pelo general britânico James Grant, que mais tarde se tornaria governador do Leste da Flórida.
Ambas Floridas permaneceram leais à Grã-Bretanha durante a Guerra da Independência Americana. A Espanha participou indiretamente da guerra como aliada da França e capturou Pensacola dos britânicos em 1781. No Tratado de Paris de 1783, que encerrou a guerra, os britânicos cederam ambas as Floridas à Espanha. O mesmo tratado reconheceu a independência dos Estados Unidos, diretamente ao norte.

## Período espanhol:Florida Oriental
Sob o domínio espanhol, as províncias das Floridas Ocidental e Oriental permaneceram inicialmente divididas pelo rio Apalachicola, a fronteira estabelecida pelos britânicos. Mas a Espanha em 1785 moveu-o para o leste para o rio Suwanee.
A Espanha continuou a administrar o leste e o oeste da Flórida como províncias separadas. Os espanhóis ofereceram condições favoráveis para a aquisição de terras, o que atraiu muitos colonos dos recém-formados Estados Unidos. Houve várias disputas territoriais entre os EUA e a Espanha, algumas resultando em ação militar.
Um exército americano comandado por Andrew Jackson invadiu o leste da Flórida durante a Primeira Guerra Seminole. As forças de Jackson capturaram San Marcos em 7 de abril de 1818; bem como Fort Barrancas na capital do oeste da Flórida, Pensacola, em 24 de maio de 1818.
O Secretário de Estado de James Monroe, John Quincy Adams, definiu a posição americana sobre esta questão. Adams acusou a Espanha de quebrar o Tratado de Pinckney ao não controlar os Seminoles. Diante da perspectiva de perder o controle, a Espanha cedeu formalmente todo o seu território da Flórida aos Estados Unidos sob o Tratado de Adams-Onís em 1819 (ratificado em 1821), em troca dos Estados Unidos cederem suas reivindicações sobre o Texas e os Estados Unidos pagarem quaisquer reivindicações que os cidadãos podem ter contra a Espanha, até US$ 5 000 000.

Em 1822, o Congresso dos EUA organizou o Território da Flórida. Em 1845, a Flórida foi admitida como o 27º estado dos Estados Unidos.